# Womex
WOMEX (acronimo per WOrld Music EXpo) è un'esposizione internazionale di world music organizzata ogni anno in diverse sedi in tutta Europa, ma nata a Berlino. La mostra contiene una sezione di commercio equo, vetrine, conferenze, un mercato di produzioni cinematografiche e premi.

## L'evento
Il Womex si svolge ogni anno nell'ultima settimana di ottobre. Le edizioni svolte sono:
- 1994: Berlino, Germania
- 1995: Bruxelles, Belgio
- 1997: Marsiglia, Francia
- 1998: Stoccolma, Svezia
- 1999: Berlino, Germania
- 2000: Berlino, Germania
- 2001: Rotterdam, Paesi Bassi
- 2002: Essen, Germania
- 2003: Siviglia, Spagna
- 2004: Essen, Germania
- 2005: Newcastle upon Tyne, Regno Unito
- dal 2006 al 2008: Siviglia
- dal 2009 al 2011: Copenaghen
- 2012: Salonicco, Grecia
- 2013: Cardiff, Regno Unito
- 2014: Santiago de Compostela, Spagna
- 2015: Budapest, Ungheria
- 2016: Santiago de Compostela, Spagna
- 2017: Katowice, Polonia
- 2018: Las Palmas, Spagna
- 2019: Tampere, Finlandia
- 2020: Budapest, Ungheria
- 2021: Porto, Portogallo
- 2022: Lisbona, Portogallo - dal 19 al 23 ottobre
- 2023: La Coruña, Spagna - dal 25 al 29 ottobre
- 2024: Manchester, Regno Unito - dal 23 al 27 ottobre